# Cmentarz Zarzew w Łodzi
Cmentarz Zarzew w Łodzi, właśc. cmentarze na Zarzewie – jedna z najważniejszych i największych łódzkich nekropolii. Cmentarze znajdują się w dzielnicy Widzew, na osiedlu Zarzew, w kwartale ulic: Przybyszewskiego – Puszkina – Jadzi Andrzejewskiej – Lodowej.
Cmentarz składa się z dwóch części – katolickiego cmentarza pw. św. Anny i cmentarza komunalnego „Zarzew”. Obie części są odgrodzone parkanem, w którym na końcu głównej alei cmentarza katolickiego znajduje się jedyne przejście między nimi. Cmentarze posiadają oddzielne administracje.

## Cmentarz św. Anny
Cmentarz katolicki pw. św. Anny (ul. Lodowa 78) – powstał w 1898, zwany jest również starą częścią cmentarza.
Pełnił funkcję cmentarza parafialnego parafii św. Anny. Brama cmentarna została ufundowana przez uczestników pielgrzymki na Jasną Górę, a wykonana przez robotników fabryki Grohmana.
Przy wejściu po lewej stronie znajduje się Pomnik Sybiraków, a po prawej pomnik postawiony w 1947 z intencją: „Bogu, Ojczyźnie i pokoleniom na chwałę”.
Kaplicę cmentarną wybudowano w 1907.
Na terenie cmentarza św. Anny znajduje się kwatera wojskowa z mogiłami żołnierzy i weteranów wojny polsko-bolszewickiej.

## Cmentarz komunalny „Zarzew”
Cmentarz komunalny (ul. Przybyszewskiego 325) – powstał w 1975, zwany jest również nową częścią cmentarza. Powierzchnia cmentarza to ponad 11 hektarów.